# Экстракт из указов, инструкций и установлений (1786)
Экстракт из указов, инструкций и установлений (1786) — сборник нормативных актов, которые закрепляли основы общественных, экономических и политических отношений, сложившихся на то время на украинских землях, которые находились в пределах границ Российской империи. Чтобы согласовать старую административную практику с требованиями нового российского законодательства, чиновники Малороссийской экспедиции Правительствующего Сената подготовили сборник, основой которого стали «Экстракт малороссийских прав» 1767 года, «Учреждение для управления губерний Всероссийской империи» 1775 года, другие акты царской власти, принятые в 1767 — 1786 годы.
Сборник дополнен и переработан по сравнению с «Экстрактом малороссийских прав» 1767 года. Из последнего были изъяты отдельные разделы, зато добавлена история кодификации и перечислены источники права, действовавшие в Левобережной Украине; он также дополнен новыми разделами, в частности об охочекомонных (наемных) компанейских (конных) полках, о присоединении некоторых городков в Екатеринославском наместничестве, о старообрядцах, поселившихся на украинских землях. Утвержденный Правительствующим Сенатом сборник был разослан в присутствия, вводившиеся на украинских землях, для практического применения.
Саксонско-магдебургское право стало одним из источников «Экстракта малороссийских прав» 1767 года и «Экстракта из указов, инструкций и установлений» 1786 года. «Экстракт малороссийских прав» 1767 года впервые ввел в научный оборот профессор Киевского университета А. Ткач.
Автором был А. Безбородко — постоянный член Генерального суда, бунчуковый товарищ, а с 1797 года — канцлер Российской империи. После введения на территории Украины «Учреждения об учреждении губерний» 1775 года и нового административно-территориального деления возникла необходимость создания новых административно-правовых актов. С этой целью в сенате обратились к «Экстракту малороссийских прав» 1767 года и на его основе попытались совместить действующее на Украине законодательство и новые нормативно-правовые акты.
В сборнике 1786 года сделан анализ источников саксонско-магдебургского права, в частности содержания «Книги Зерцало саксонов или право саксонское и магдебургское» и «Порядок прав гражданский», которые были переведены на русский язык в 1732 — 1735 годах. Также проанализированы труды Б. Гроицкого и другие источники саксонско-магдебургского права.